# Antonov
Antonov ili ANTK Antonov ili Zrakoplovni znanstveno-tehnički kompleks - O. K Antonov (ukr. Авіаційний науково-технічний комплекс імені Олега Антонова) je organizacija za znanstveno-istraživački rad i proizvodnju zrakoplova u Kijevu u Ukrajini, osnovana 1946. godine pod nazivom OKB-153 (rus. Дослідного Конструкторського Бюро). 
Nakon smrti osnivača i dugogodišnjeg glavnog konstruktora Olega Antonova 1984., organizacija je dobila ime po njemu. Ukupno je razvijeno i proizvedeno više od sto tipova i varijanti zrakoplova različitih klasa i namjena. Među najpoznatijima su: An-2, An-3, An-12, An-22 i An-124 „Ruslan“. Do današnjeg dana Antonov je kompanija koja je s 22,000 proizvedenih zrakoplova, jedan od najvećih svjetskih proizvođača. Pored ostalog Antonov je proizvođač zrakoplova An-225 najvećeg svjetskog zrakoplova s kapacitetom od 250 tona tereta.
Danas Antonov čini organizaciju s velikim iskustvom, s konstrukcijskim biroom, laboratorijama za razna područja, verifikacijskim i operativnim ispitivanjima u letu, kao i s operativno-eksplaticijskom podrškom, za sve tipove zrakoplova.